# Christian Bier
Christian Bier (* 7. November 1968) ist ein ehemaliger österreichischer Fußballspieler.

## Karriere
Bier begann seine Karriere beim SK Austria Klagenfurt. Sein erstes und einziges Spiel für die Austria in der 1. Division absolvierte er im November 1987, als er am 22. Spieltag der Saison 1987/88 gegen den LASK in der 79. Minute für Vladeta Starčević eingewechselt wurde. Mit den Klagenfurtern stieg er 1989 in die 2. Division ab.
Zur Saison 1990/91 schloss er sich dem ASK Klagenfurt an, 1994 wechselte er zum ATUS Feistritz/Rosental.